# IEC 60309
|  | Per a altres significats, vegeu «Connector IEC». |

IEC 60309 (abans IEC 309 i CEE 17, també publicada pel CENELEC com a EN 60309) és una normativa internacional (creada per l'IEC) de seguretat elèctrica per a endolls, bases d'endoll i acobladors, per a aplicacions industrials. La tensió màxima permesa per la norma és 690V DC o AC. El màxim corrent és 125A i la màxima freqüència 500 Hz. L'interval de temperatura és de −25 °C to 40 °C. La darrera versió de la norma es pot esbrinar aquí.

## Definicions de la norma

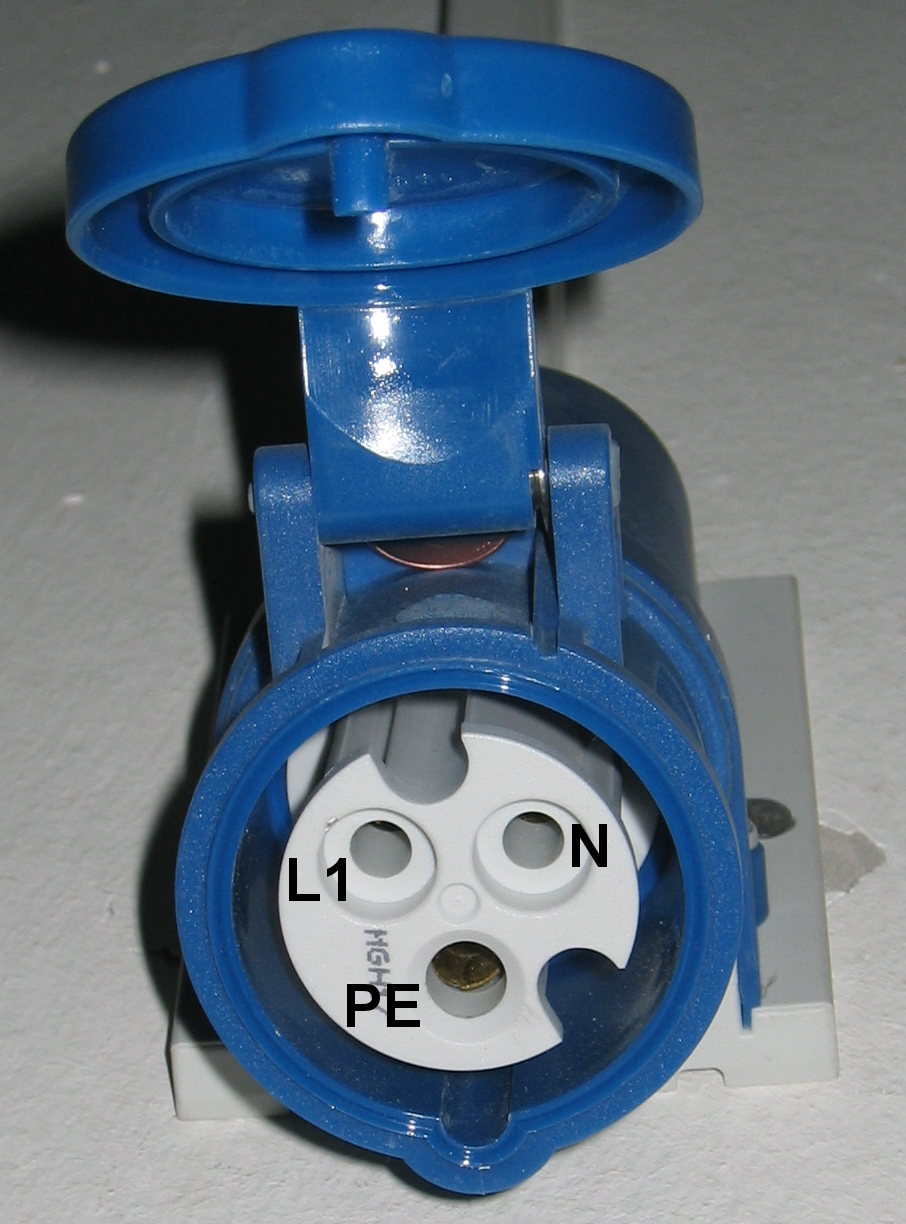
Connector IEC 60309 blau (125-380V)

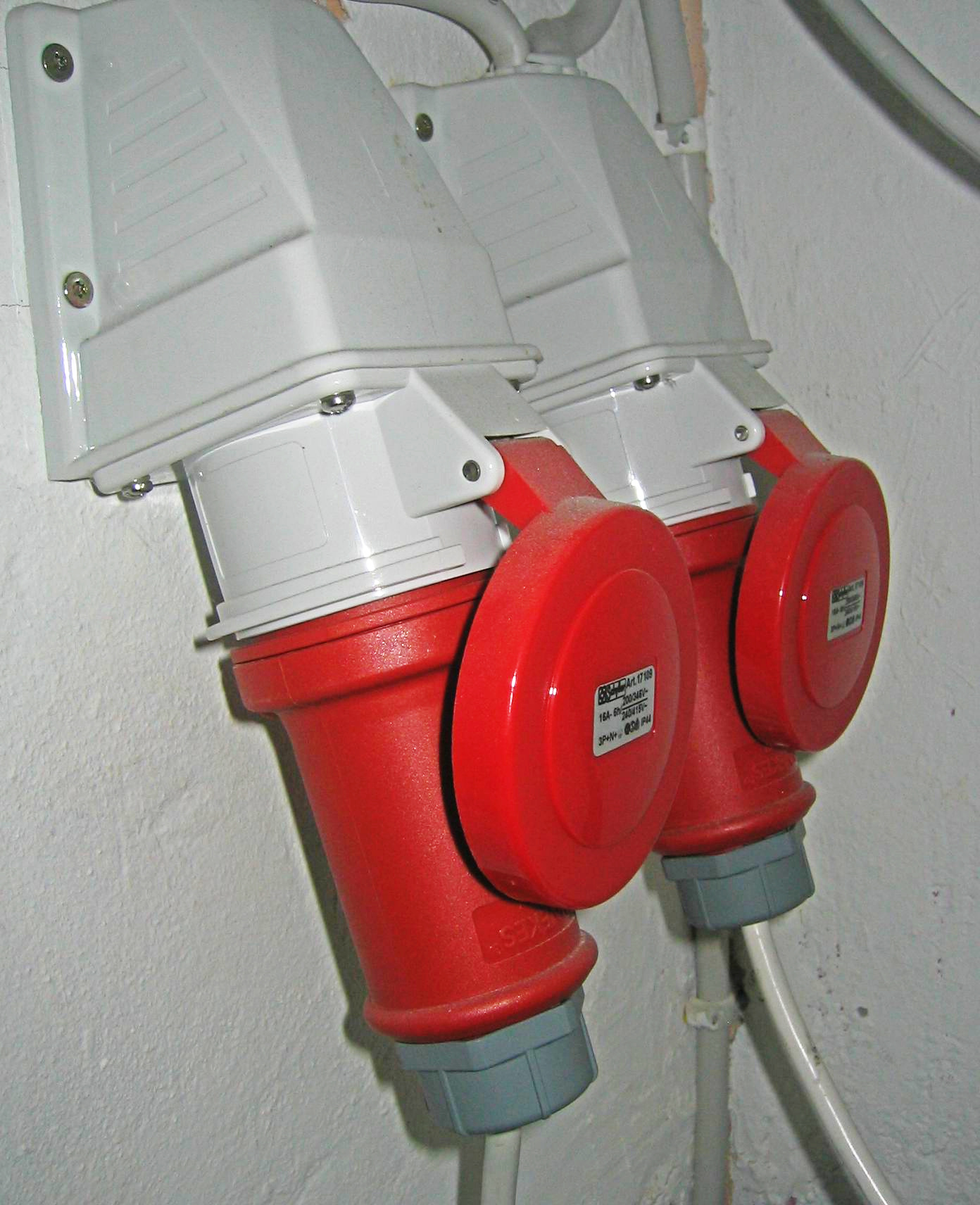
Fig.1 Connector IEC 60309 vermell (380-480V)

Hi ha tot un ventall d'endolls i bases de diferents mides i colors amb diferents tipus de terminals de connexió, tot depenent de la tensió, corrent i fases que han de subministrar :

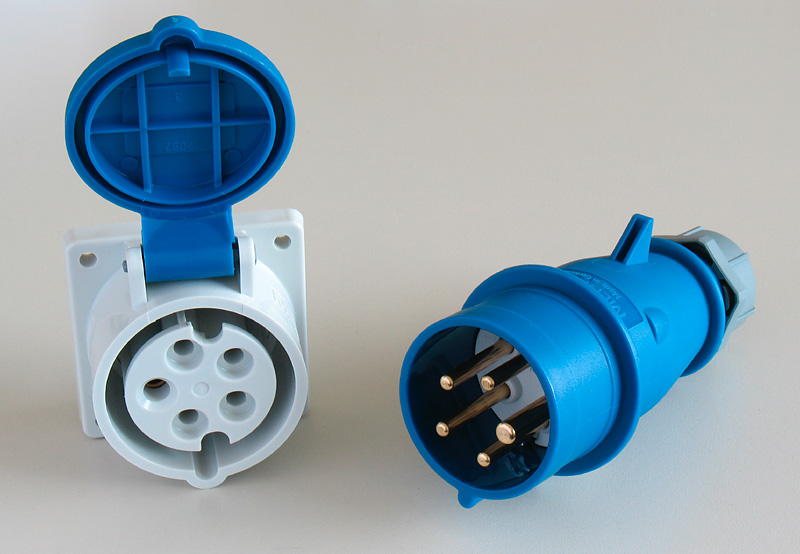
Fig.2 Connector IEC 60309 blau (200-250V)

Colors:
| Característiques   | Color   |
| ------------------ | ------- |
| 20 V –25 V         | Púrpura |
| 40 V – 50 V        | Blanc   |
| 100 V – 130 V      | Groc    |
| 200 V – 250 V      | Blau    |
| 380 V – 480 V      | Vermell |
| 500 V – 690 V      | Negre   |
| > 60 Hz – 500 Hz   | Verd    |
| Cap dels anteriors | Gris    |

Dimensions :
| Classificació dels Connector   | 16 A    | 16 A    | 16 A    | 32 A     | 32 A    | 63 A    | 125 A   |
| Terminals                      | 2+E     | 3+E     | 4+E     | 2+E, 3+E | 4+E     | Tots    | Tots    |
| ------------------------------ | ------- | ------- | ------- | -------- | ------- | ------- | ------- |
| Diàmetre de L/N (fase/Neutre)  | 5 mm    | 5 mm    | 5 mm    | 6 mm     | 6 mm    | 8 mm    | 10 mm   |
| Longitud dels terminals L/N    | 36 mm   | 36 mm   | 36 mm   | 45 mm    | 45 mm   | 66 mm   | 69.5 mm |
| Diàmetre del terminal de terra | 7 mm    | 7 mm    | 7 mm    | 8 mm     | 8 mm    | 10 mm   | 12 mm   |
| Earth pin length               | 37 mm   | 37 mm   | 37 mm   | 45 mm    | 45 mm   | 66 mm   | 69.5 mm |
| Diàmetre del terminal cercle   | 17.5    | 21.5    | 26.5    | 25.0 mm  | 30.3    | 36.5 mm | 42.5 mm |
| Diàmetre interior coberta      | 43.5    | 49.5    | 56.1    | 57.3 mm  | 63.4    | 61.5 mm | 72.5 mm |
| Diàmetre exterior coberta      | 47.5    | 53.5    | 60.5    | 61.5 mm  | 67.5    | 69.5 mm | 81.5 mm |
| Longitus de la coberta         | 37.0 mm | 37.0 mm | 37.0 mm | 46.0 mm  | 46.0 mm | 67.0 mm | 74.5 mm |